# Waiuku (fleuve)
Le fleuve Waiuku  (en anglais : Waiuku River) est  un cours d’eau situé au sud-ouest de la cité d’Auckland dans l’Île du Nord de la Nouvelle-Zélande.

## Géographie
Malgré son nom , la "rivière" est  en fait un bras d’Estuaire du Manukau. Il rejoint le mouillage au sud-ouest et s’étend au sud sur 12 km, avec son extrémité située tout près de la ville de Waiuku.